# Estádio General Sampaio
Estádio General Sampaio – stadion piłkarski, w Porto Nacional, Tocantins, Brazylia, na którym swoje mecze rozgrywa klub Interporto Futebol Clube.